# Збройні сили Іраку
Збройні си́ли Іраку (араб. القوات المسلحة العراقية, латиніз. al-Quwwāt al-Musallaḥa al-ʿIrāqiyya) — військова організація Республіки Ірак, призначена для захисту свободи, незалежності та територіальної цілісності Іраку, одна з найважливіших інституцій політичної влади. Вони складаються з основних видів збройних сил — Сухопутних військ Іраку, ВПС Іраку, і ВМС Іраку, а також військ протиповітряної оборони країни та Сил спеціальних операцій.

## Історія

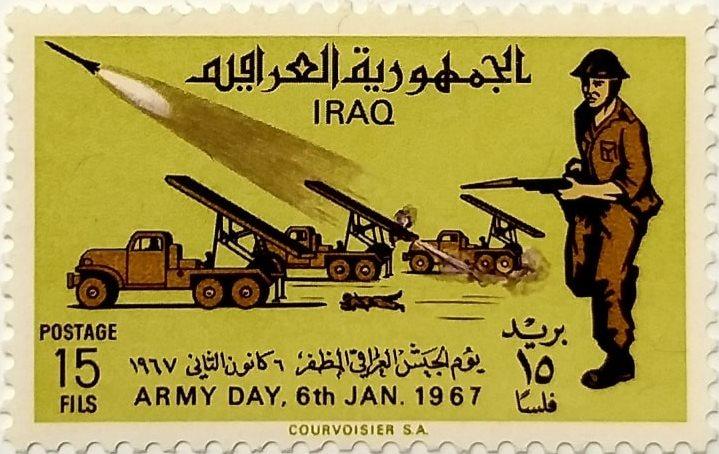
Поштова марка Іраку номіналом 15 філсів, випущена в 1967 з нагоди Дня армії Іраку, 6 січня.

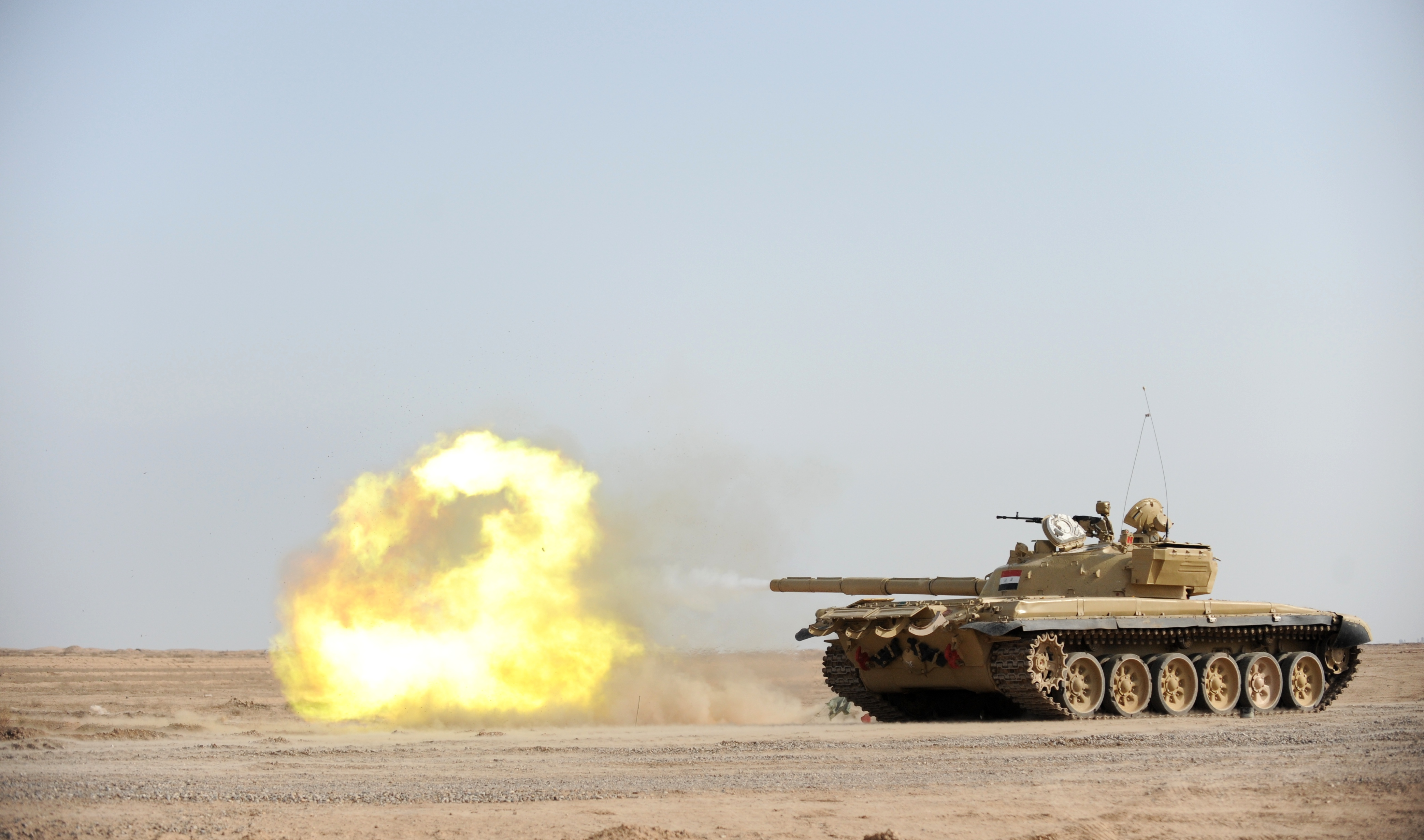
Іракський танк Т-72 веде вогонь.

Збройні сили Іраку мають довгу, але не особливо успішну історію. Вперше Збройні сили Іраку були створені незабаром після Першої світової війни, офіційно днем народження іракської армії вважається 6 січня 1921 року. На початку 30-х рр. були сформовані іракські військово-повітряні сили, які складалися з декількох ескадрилей літаків англійського виробництва. Напередодні 40-х рр. з'явилися невеликі військово-морські сили. Шість військових заколотів зворушували армію країни між 1936 і 1941 роками. Вперше у бойових діях Збройні сили Іраку взяли участь за часів англо-іракської війни 1941.
У роки Другої світової війни іракські збройні сили не брали участі в серйозних бойових операціях. Однак під впливом антифашистської визвольної боротьби народів в іракській армії росли антиімперіалістичні і антиколоніальні настрої.
Потім військовики Іраку боролися проти Ізраїлю в 1948 у ході арабо-ізраїльської війни, у 1967 році під час Шестиденної війни, а в 1973 році у війні Судного дня. Військові Іраку боролися з визвольним рухом курдів в 1961-70 і 1974-75 роках. Набагато більший конфлікт був ірано-іракська війна, ініційований іракцями в 1980, який тривав до 1988 року. Незабаром Ірак здійснив озброєне вторгнення до сусіднього Кувейту, конфлікт згодом переріс у війну в Перській затоці 1991 року, і, нарешті, війна в Іраку 2003 .
Збройні сили країни перебувають у підпорядкуванні Міністерства оборони (МО). З 2003 року, після вторгнення в Ірак Коаліційних сил, в результаті якого був повалений режим Саддама Хусейна, іракські збройні сили були відновлені з істотною допомогою збройних сил Сполучених Штатів. З моменту впровадження статусі американо-іракської сил Угоди з 1 січня 2009 року, іракські збройні сили і сили міністерства внутрішніх справ Іраку несуть відповідальність за забезпечення безпеки і підтримання правопорядку на всій території Іраку.

## Військово - повітряні сили
На озброєнні ВПС Іраку знаходиться наступна техніка та засоби ураження:
| Тип                             | Кількість | Замовлено |
| ------------------------------- | --------- | --------- |
| Бойові літаки                   |           |           |
| AT-6C                           |           | 24        |
| Cessna AC-208                   | 3         |           |
| F-16C                           |           | 24        |
| L-159A                          |           | 25        |
| Су-25                           | 9         |           |
| Літаки спеціального призначення |           |           |
| Cessna 208                      | 3         |           |
| CH2000                          | 8         |           |
| King Air 350                    | 6         | 1         |
| SB7L-360                        | 2         |           |
| Транспортні літаки              |           |           |
| Ан-32                           | 6         |           |
| C-130E                          | 3         |           |
| C-130J                          | 6         |           |
| King Air 350                    | 1         |           |
| Бойові гелікоптери              |           |           |
| Bell 412                        |           | 12        |
| SA.342                          | 6         |           |
| Тренувальні літаки/гелікоптери  |           |           |
| Bell 206                        | 10        |           |
| Cessna 208                      | 3         |           |
| F-16D                           |           | 12        |
| L-159B                          |           | 2         |
| T-6A                            | 15        |           |
| T-50                            |           | 24        |
| Lasta 95                        | 20        |           |